# Атаманюк, Антон Николаевич
Антон Николаевич Атаманюк (укр. Антон Миколайович Атаманюк, позывной — Турист; 15 мая 1989, Хмельницкий — 15 октября 2023, Вербовое) — украинский военнослужащий, капитан, участник российско-украинской войны. Герой Украины (2025, посмертно).

## Биография
Родился 15 мая 1989 года в городе Хмельницкий. Окончил среднюю школу № 9, после чего прошёл срочную военную службу и окончил Военную академию в Одессе.
С началом российско-украинской войны в 2014 году вступил в ряды Вооружённых сил Украины. Служил в 8-м отдельном полку специального назначения Сил специальных операций Украины.
Погиб 15 октября 2023 года в районе села Вербовое Запорожской области.
Похоронен на кладбище в микрорайоне «Раково» в Хмельницком.

## Награды
- Звание «Герой Украины» с удостоением ордена «Золотая Звезда» (26 мая 2025, посмертно) — за личное мужество и героизм, проявленные в защите государственного суверенитета и территориальной целостности Украины, верность военной присяге[1].
- Орден Богдана Хмельницкого III степени (13 января 2024, посмертно) — за личное мужество и высокий профессионализм, проявленные в защите государственного суверенитета и территориальной целостности Украины, верность военной присяге[2].
- Орден «За мужество» III степени (21 июля 2022) — за личное мужество и самоотверженные действия, проявленные в защите государственного суверенитета и территориальной целостности Украины, верность военной присяге[3].